# Nagy Pál (internacionalista)
Nagy Pál, álnevein: Adorján János, Novák (Mezőlak, 1896. szeptember 26. – Extremadura, 1938. február 16.) bányász, a spanyol polgárháború résztvevője.

## Élete
Nagy Lajos és Kis Lídia fia, evangélikus vallású. Felesége Siska Anna volt. Az 1920-as években kapcsolódott be a munkásmozgalomba, 1925-től a kommunista fedőpártként, legálisan működő Magyarországi Szocialista Munkáspártban tevékenykedett, 1928-ban az illegális KMP tagja lett, s delegált volt a KMP második kongresszusán. 1932-ben a rendőrség letartóztatta állami és társadalmi rend erőszakos felforgatása jogcímén, majd a budapesti királyi törvényszék két év hat hónap börtönre, továbbá 10 évnyi hivatalvesztésre, és politikai jogainak ugyanilyen tartamú felfüggesztésére ítélte. 1937-ben Spanyolországba utazott, hogy részt vegyen a harcokban, Extremadurában esett el.